# 三甲基硅基甲基锂
三甲基硅基甲基锂是一种有机锂化合物，也是有机硅化合物，化学式为LiCH2Si(CH3)3，常简写为LiCH2tms。它可以以六角棱柱六聚体[LiCH2tms]6的形式结晶出来，与甲基锂的某些多晶类似。它的很多加合物是已知的，如[Li4(μ3-CH2tms)3)4(Et2O)2]和[Li2(μ-CH2tms)2(tmeda)2]。

## 制备与性质
三甲基硅基甲基锂可由四甲基硅烷和丁基锂反应得到：
Si(CH3)4  +  BuLi  →  (CH3)3SiCH2Li  +  BuH
三甲基硅基甲基氯化镁与其性质相似。三甲基硅基甲基的性质类似于新戊基，但更易形成。